# L'Union (Haute-Garonne)
L'Union is een gemeente in het Franse departement Haute-Garonne (regio Occitanie). De plaats maakt deel uit van het arrondissement Toulouse. L'Union telde op 1 januari 2022 12.410 inwoners.

## Geografie
De oppervlakte van L'Union bedroeg op 1 januari 2022 6,77 vierkante kilometer; de bevolkingsdichtheid was toen 1.833,1 inwoners per km².

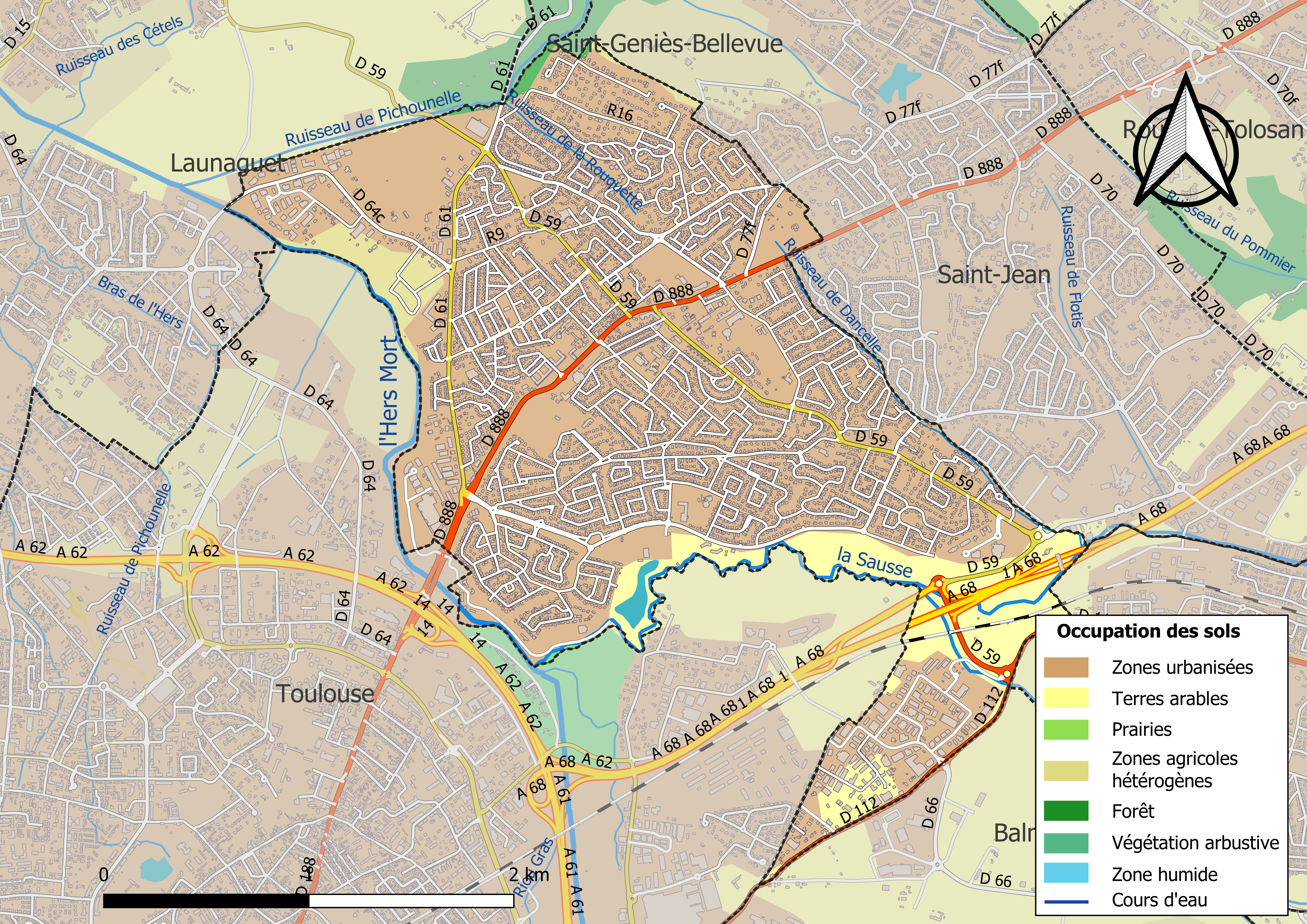
Kaart van de gemeente met belangrijkste infrastructuur, bodemgebruik en omliggende gemeenten

## Demografie
De figuur toont het verloop van het inwonertal (bron: INSEE-tellingen).

## Afbeeldingen

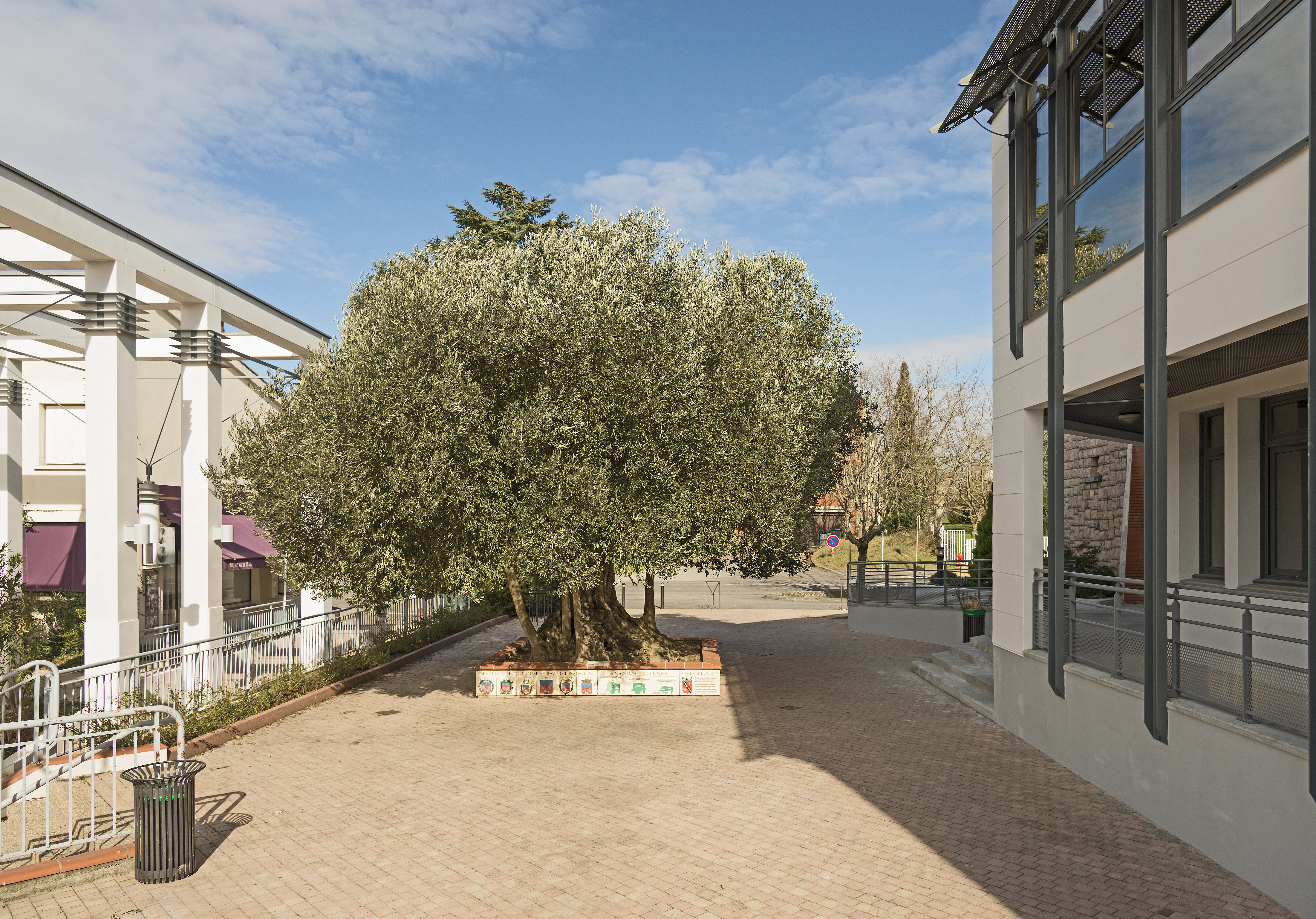
Millennium olijfboom
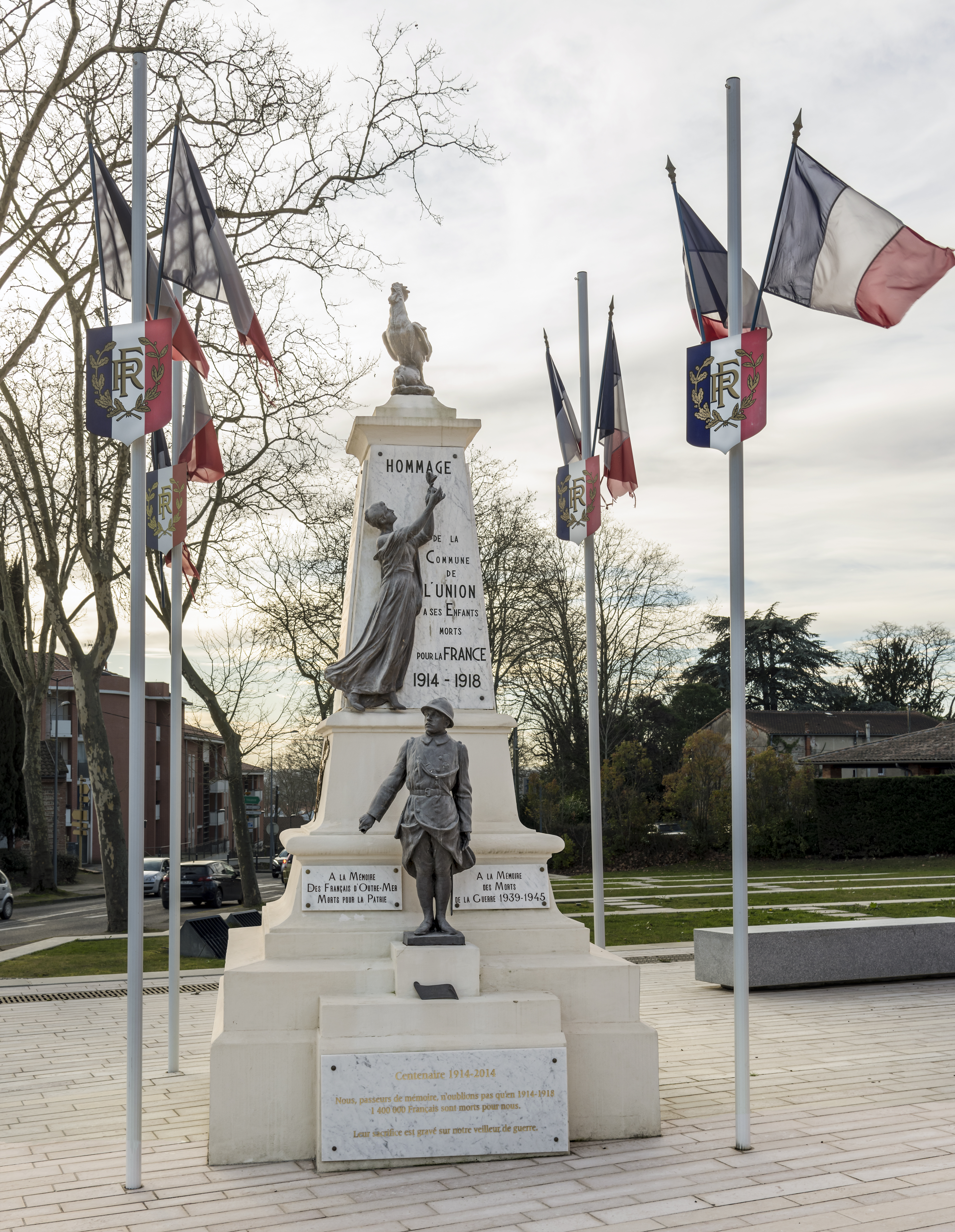
Het monument voor de doden.
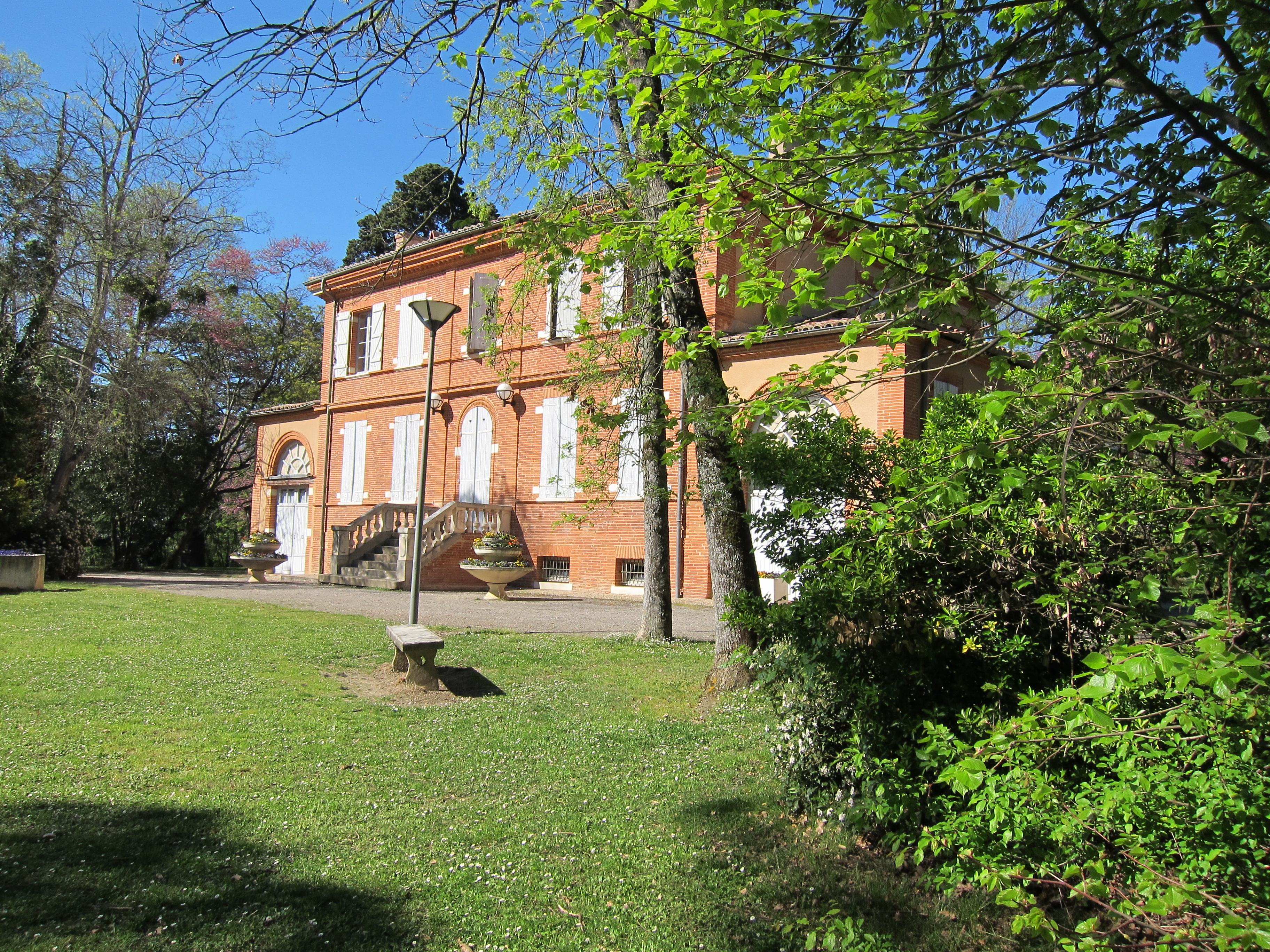
Het kasteel van Malpagat.
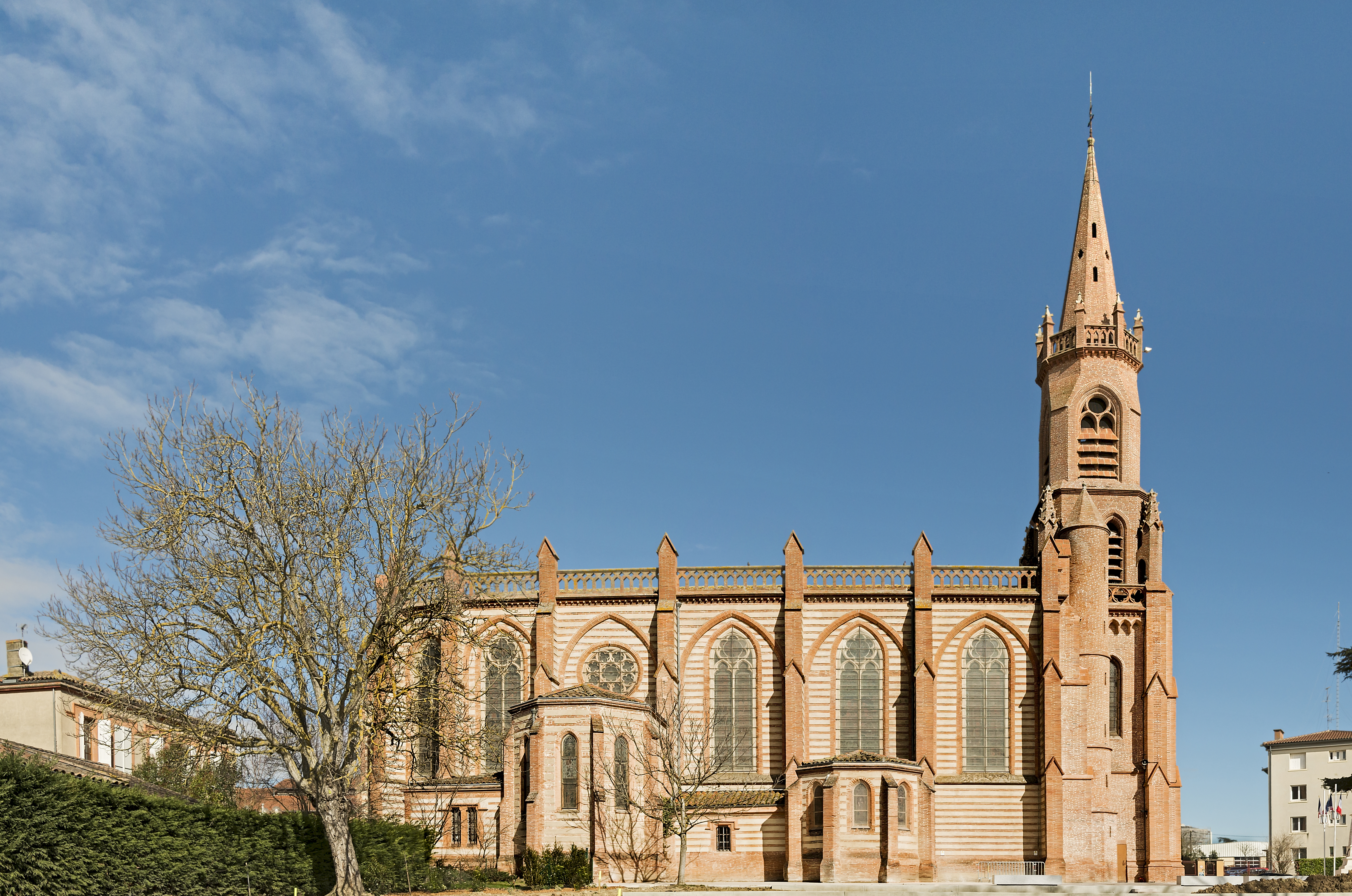
St. Johannes de Doper kerk
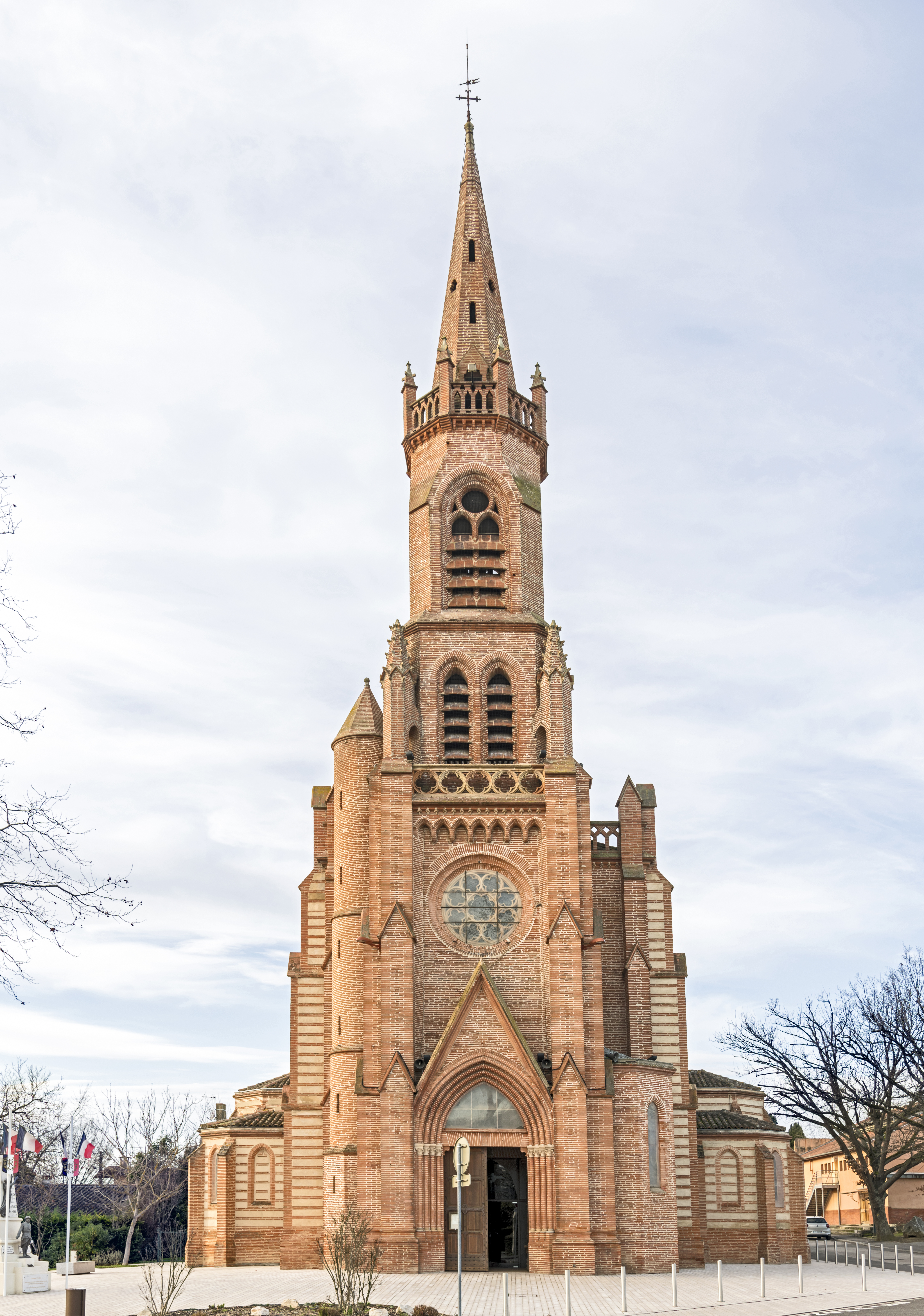
De klokkentoren
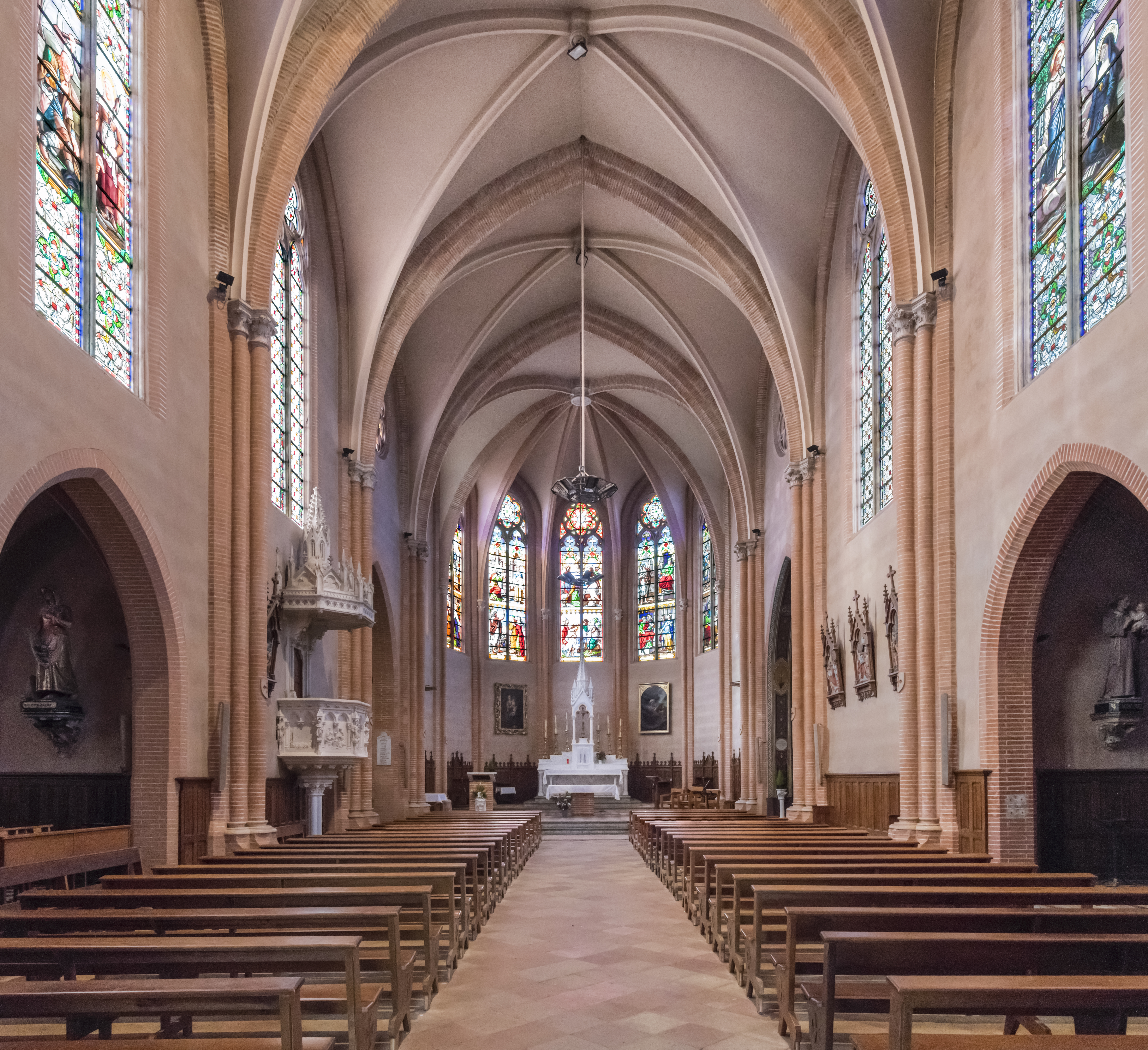
Zicht op het interieur van de kerk
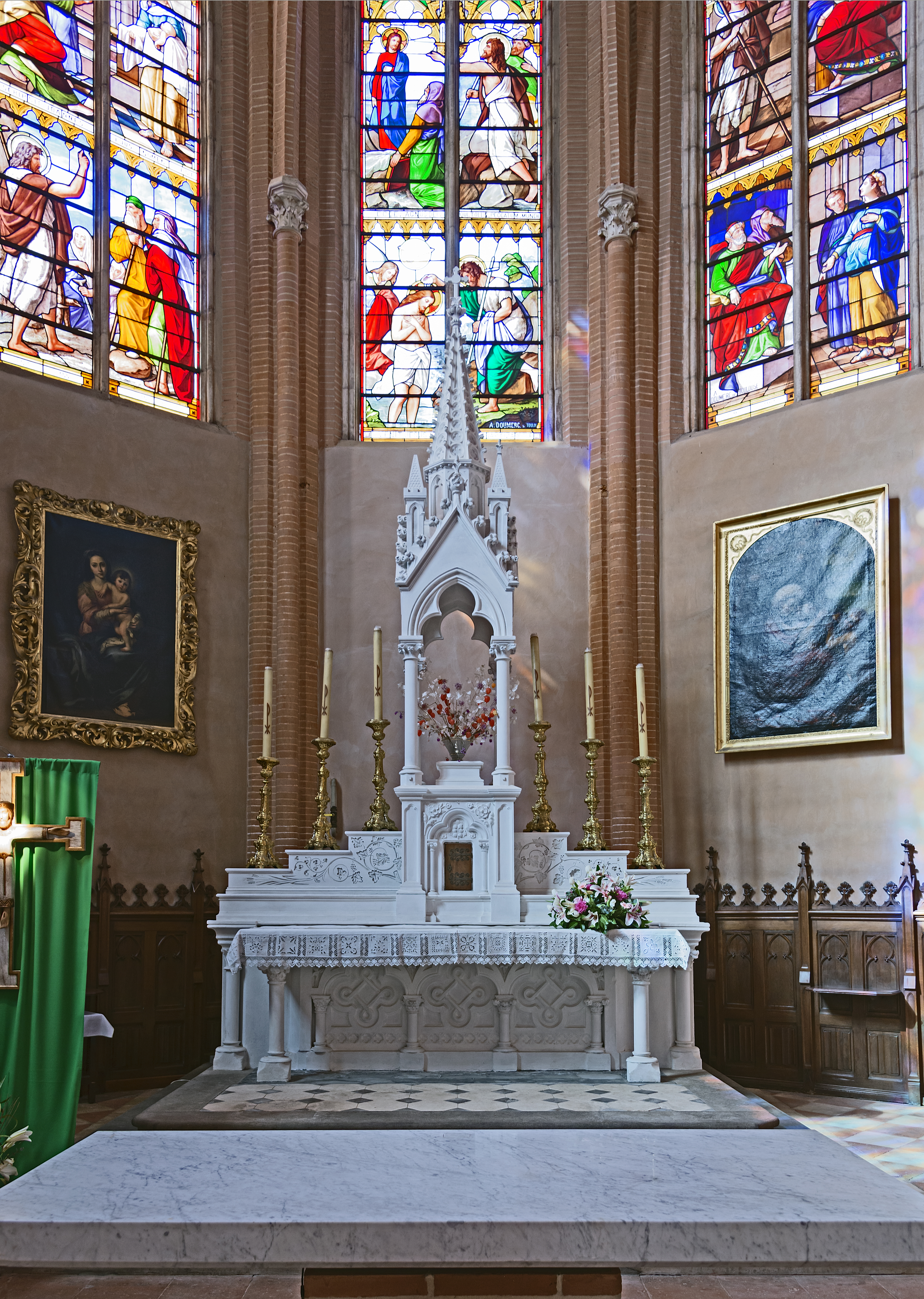
Het altaar van de kerk

## Geboren
- Dominique Casagrande